# Paleobotanik
Paleobotanik (av grekiskans paleon, ”gammal”, och botanik, studiet av växter), är en gren av paleontologin där man samlar och studerar växtfossiler och växtdelar från geologiska och arkeologiska fyndsammanhang. Man använder dem för att rekonstruera naturmiljöer ur det förflutna och för att kartlägga växtrikets evolution (och livets i allmänhet) genom jordens historia. Ett näraliggande fält är palynologin där man koncentrerar sig på mikroskopiska pollen och sporer.
Paleobotaniska resultat är viktiga i rekonstruktionen av forntida ekosystem och klimat (paleoekologi respektive paleoklimatologi). De är även grundläggande i studier av växternas embryologi och evolutionära historia. Likaledes är paleobotaniken viktig för arkeologin där man vid utgrävningar ofta samlar in jordprover för pollenanalys, växtmakrofossilanalys och fytolitanalys.

## Kort genomgång av det paleobotaniska källmaterialet
Makrosopiska fossil av kärlväxter dyker först upp under Silur-perioden i paleozoikum. En del kringrörda och fragmentariska fossil av omdiskuterad arttillhörighet, mest sporer och fragment av höljen, har påträffats i lager från Ordovicium i Oman. De har föreslagits tillhöra levermossor eller mossor.
En viktig lokal för tidiga landväxter är den skotska Rhynie-flintan från tidiga Devon (period)-tiden, en kiselavlagring från forntida heta källor. Den bevarar exceptionellt många olika växtgrupper, från mossor och lummerväxter till mindre vanliga och mera svårbestämda växter.
Växtmakrofossil blir vanliga från och med den sena Devon-tiden och omfattar trädstammar, fjäderlikt förgrenade löv och rötter. Det äldsta trädet är Archaeopteris, som hade enkla ormbunksliknande löv ordnade i spiraler längs grenar nära toppen på en barrträdsliknande stam.
Omfattande kolavlagringar i Nordamerika och Europa från Karbon-tiden innehåller rikliga fossil av Lepidodendron, upp till 30 meter höga nakenfröiga växter, som barrträd och Pteridospermatophyta, samt oräkneliga mindre örtliknande arter.
Gömfröiga blommande växter utvecklades under Mesozoikum. Deras pollen och löv dyker upp först under tidiga Krita, för omkring 130 miljoner år sedan.

## Växtfossil
Ett växtfossil är en del av en död växt. Det kan röra sig om avtryck i sedimentära bergarter som är hundratals miljoner år gamla, eller om förkolnade frön som bara är några hundra år gamla, eller helt enkelt växtdelar som bevarats i en syrefattig miljö som i våtmark. Eftersom pollenanalysen med dess mikroskopiska fossil har en sådan stark ställning brukar man tala om växtmakrofossil när man arbetar med material som är synligt för blotta ögat.

### Typer av växtfossil

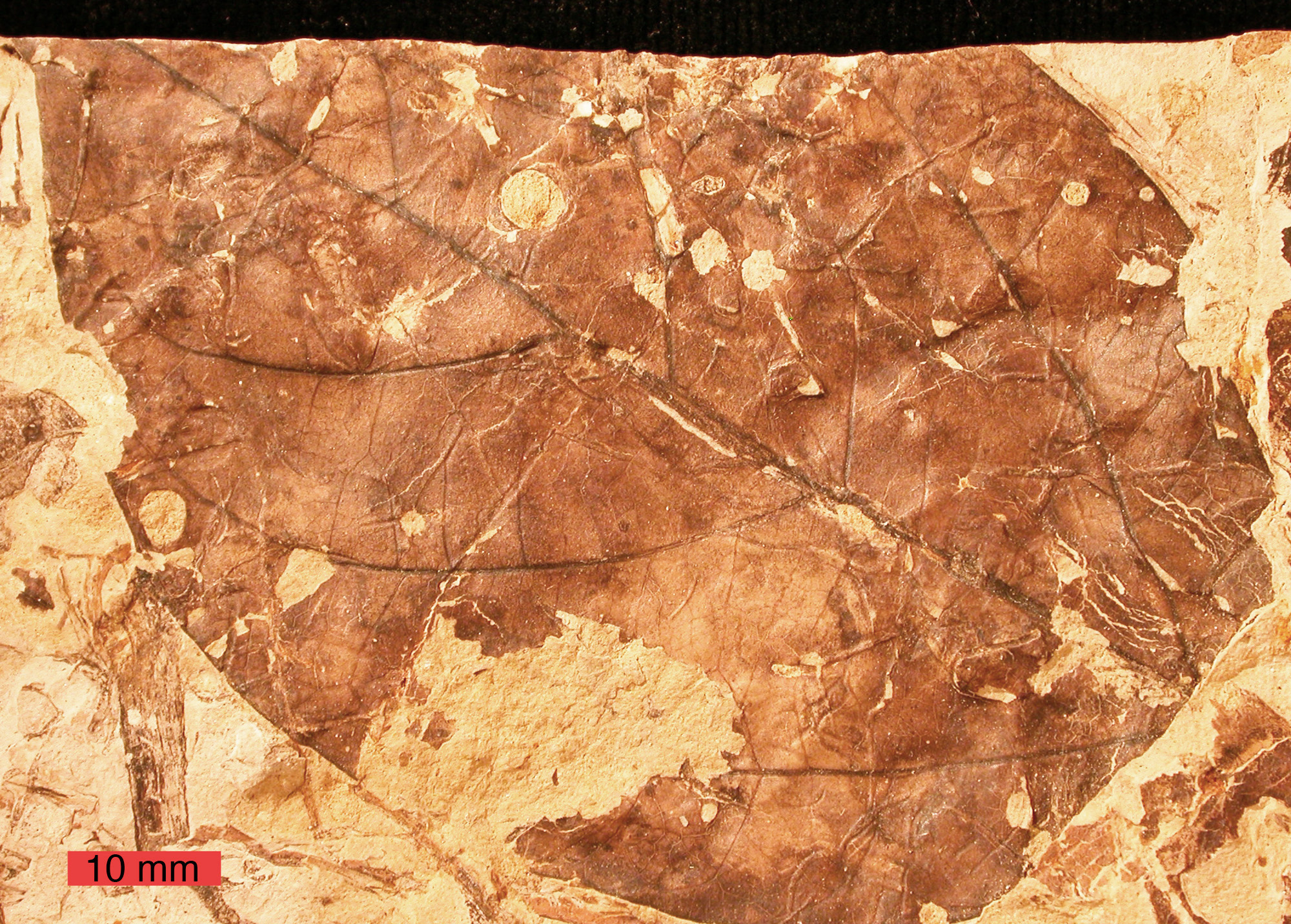
Ett fossilt löv av Viburnum lesquereuxii med spår av insektsangrepp; Dakota-sandsten (Krita) från Ellsworth County i Kansas. Skallinjalen mäter 10 mm.

En av de vanligaste sorternas växtfossil är kompressionsfossilerna, där ett blad eller någon annan tillplattad del av en växt ligger pressad mellan ett par sedimentlager och är bevarat i form av en kolhinna. Man finner också ofta pollen och sporer i insjöavlagringar och i stenkol. Mindre vanligt men ekonomiskt mycket betydelsefullt är kol från karbontidens träskflora. Bland de mest spektakulära växtfossilen märks förstenade trädstammar.

### Växtens delar
Växtfossil skiljer sig mycket från djurfossil eftersom de båda rikenas medlemmar är uppbyggda på så olika sätt. Djur utvecklas med vissa kroppsdelar som beroende på individens ålder har bestämda antal och placeringar. Även djur som genomgår metamorfos har bara ett huvud, och efter förvandlingen kommer de fram med en viss bestämd kroppsbyggnad. Växter däremot alstrar ständigt nya grenar, löv och andra delar så länge de lever. Dessa kan falla av utan att det skadar växten. Därför är växtfossil, i ännu högre grad än djurfossilen, ofta fragment av en individ, som löv, grenar eller pollenkorn.
Eftersom man ofta finner sådana fragment utan fysisk koppling till den ursprungliga växten brukar paleobotaniker till att börja med klassificera dem som separata eng. form taxa (singularis form taxon). När man senare finner mera kompletta fossil kan två eller flera form taxa sammanfogas under ett artnamn. Exempelvis fann man på 1960-talet fossiler där en typ av löv, Archaeopteris ("forntida ormbunke"), syntes växa på den fossila trädstamtypen Callixylon. Därmed fick man klart för sig att det rörde sig om det ovannämnda devontidsträdet som har löv som en ormbunke men ved som en nakenfröig växt.
Förr kallades fossila ormbunkar i allmänhet för filicites.
Vissa form taxa förblir i bruk även efter sedan man insett vilka som hör ihop. Det är praktiskt när det gäller att ange vilken del man funnit som fossil, särskilt när en viss form taxon kan tillhöra flera olika växtarter. Exempelvis är det svårt att avgöra om ett visst Sphenopteris-löv kommer från en ormbunke eller från en fröväxt.

## Geologiskt långlivade växtgrupper

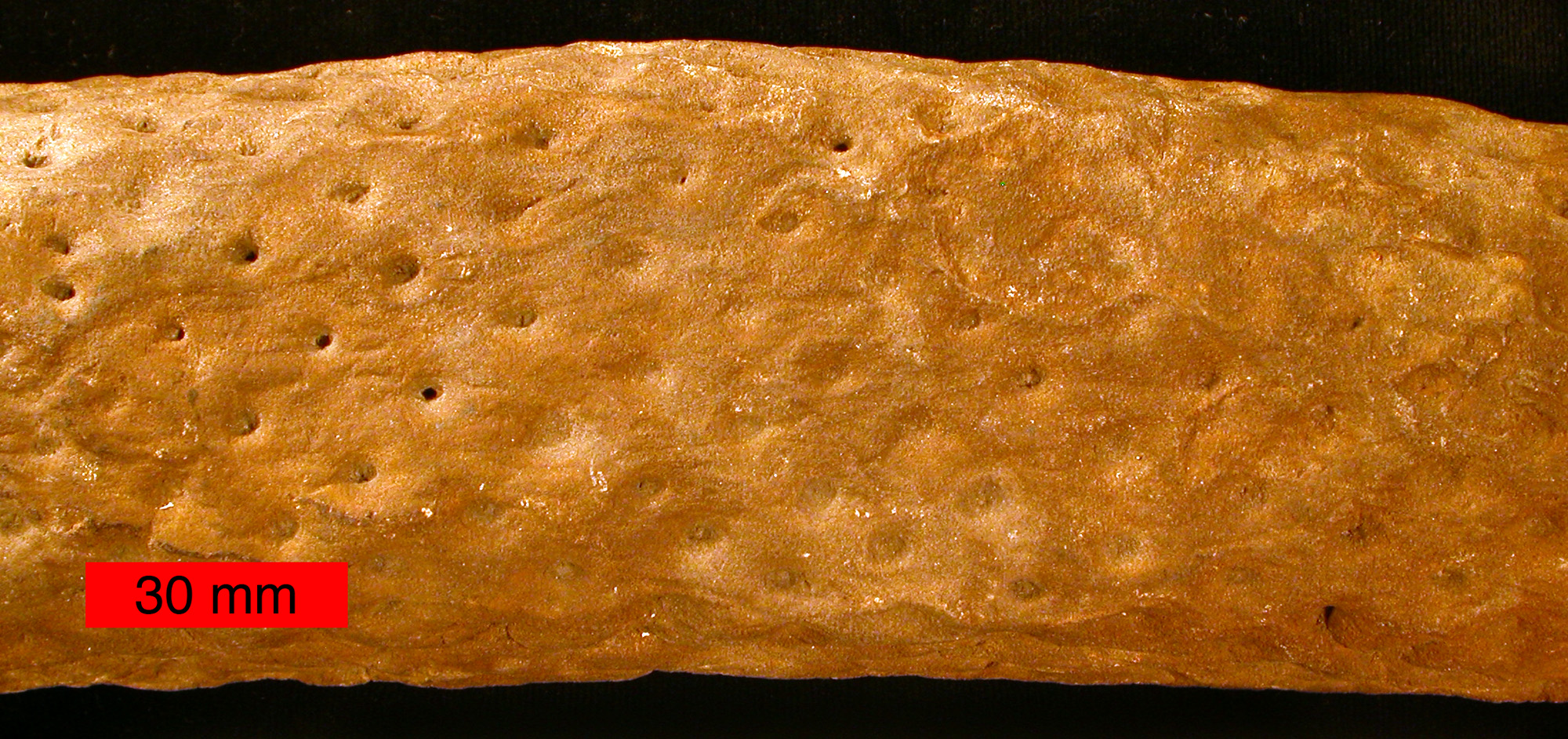
Stigmaria, en vanlig typ av fossil trädrot. Övre Karbon, nordöstra Ohio.

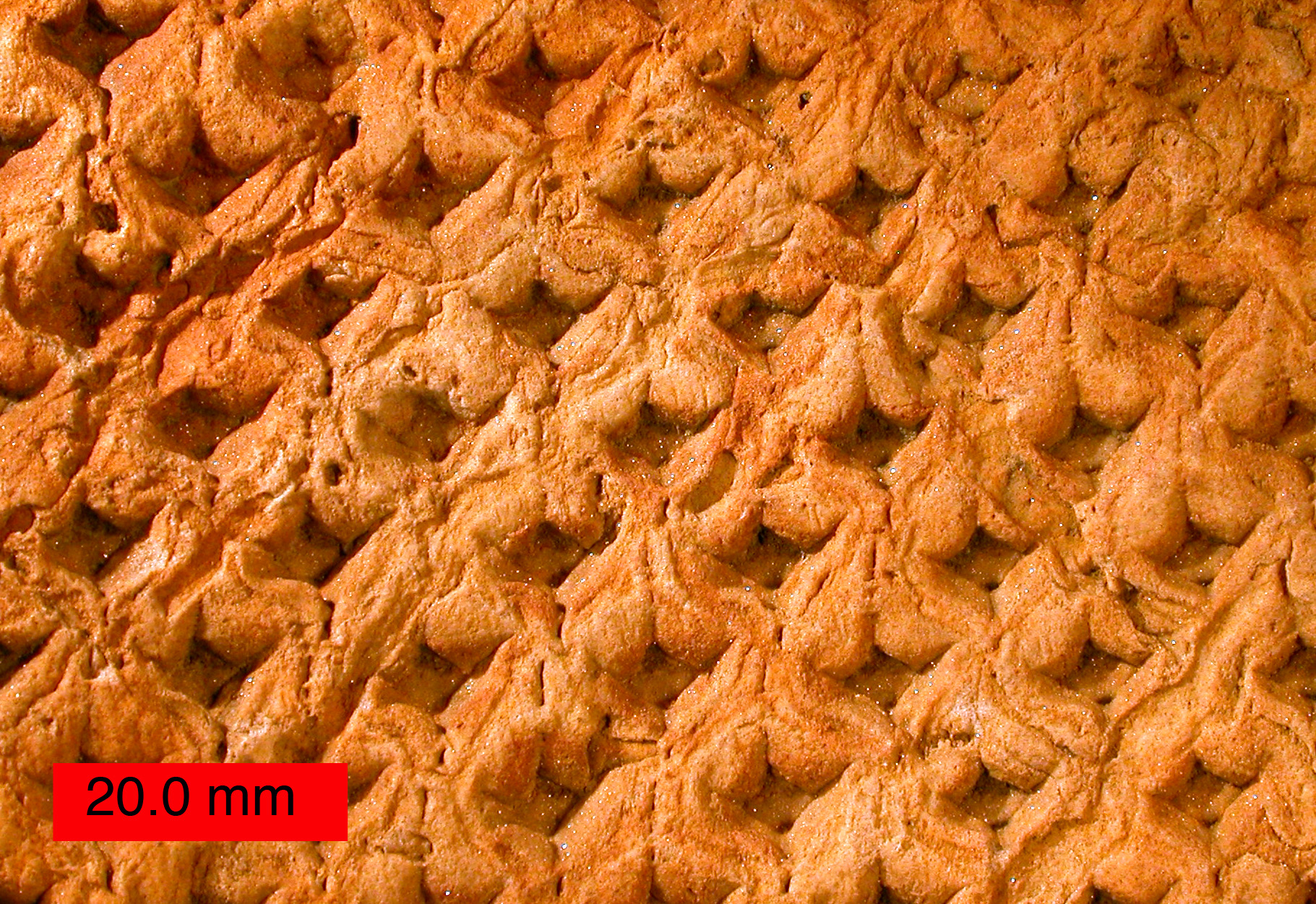
Yttre avgjutning av Lepidodendron. Övre Karbon, Ohio.

Några växtsläkten lever kvar anmärkningsvärt oförändrade efter årmiljoner. Tidiga ormbunkar uppträder redan under Mississippi-perioden, barrträd under Pennsylvan-perioden. Vissa arter är levande fossil, som Ginkgo och Sciadopitys verticillata.

## Paleobotanik i Sverige
I Sverige har fossilt växtmaterial påträffats i Skånes stenkolsförande rät-liaslager. För studiet av paleobotanik inträttades 1884 en avdelning vid Naturhistoriska riksmuseet med en personligt intendentsbefattning för Alfred Nathorst, senare efterträdd av Thore Halle.